# Saint Vincent (eiland)
Saint Vincent is een vulkanisch eiland in de Caraïben, en is een deel van Saint Vincent en de Grenadines. Het is gelegen in de Caribische Zee, tussen Saint Lucia en de Grenadines. Het was in de 18e eeuw onduidelijk of het nu behoorde tot Frankrijk of tot het Verenigd Koninkrijk, maar werd in 1783 toegewezen aan de laatste. In 1979 verkreeg het onafhankelijkheid. Kingstown (19.300 inwoners) is de grootste en belangrijkste haven van het eiland.
De grootste berg is de actieve vulkaan Soufrière (1234 meter). Bij een uitbarsting in 1902 kwamen 1680 mensen om: op 9 april 2021 barstte de vulkaan voor het laatst uit.